# Сијера Сити (Калифорнија)
Сијера Сити (енгл. Sierra City) насељено је место без административног статуса у америчкој савезној држави Калифорнија.

## Демографија
По попису из 2010. године број становника је 221.
| Група             | 2000.    | 2010.       |
| Белци             | 0 (0,0%) | 193 (87,3%) |
| Афроамериканци    | 0 (0,0%) | 0 (0,0%)    |
| Азијати           | 0 (0,0%) | 3 (1,4%)    |
| Хиспаноамериканци | 0 (0,0%) | 21 (9,5%)   |
| Укупно            | 0        | 221         |